# Bernard Bellec
Bernard Bellec, född 1934 i Hayange, död 23 februari 2023, var 1985–2002 borgmästare i den franska staden Niort.